# Austrolimnophila hoogstraali
Austrolimnophila hoogstraali är en tvåvingeart som beskrevs av Alexander 1972. Austrolimnophila hoogstraali ingår i släktet Austrolimnophila och familjen småharkrankar.
Artens utbredningsområde är Kenya. Inga underarter finns listade i Catalogue of Life.